# District de Fuji

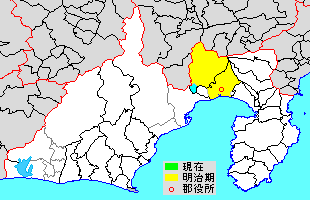
La carte qui montre le district de Fuji dans la préfecture de Shizuoka.

Fuji (富士郡; -gun) est un district de la préfecture de Shizuoka au Japon.
En 2003, le district avait une population de 9 942 habitants, une densité de population de 134,03 hab/km2 et une superficie de 74,18 km2.

## Villes et villages
- Shibakawa